# Carlos Claverie
Carlos Eduardo Claverie (Caracas, 19 de septiembre de 1996) es un nadador venezolano.

## Carrera

### Comienzos
A una temprana edad, su padre lo inscribió en prácticas de fútbol, pero sin buenos resultados, y desde los cuatro años, Claverie alternó la práctica del tenis de campo y la natación, pero con el tiempo abandonó el tenis, ya que no le apasionaba. Así mismo cuenta que entre los seis y ocho años detestaba la natación, pero no fue a partir de los diez años, que se apasionó con dicho deporte. A esa edad, empezó a ser entrenado en nado en las piscinas del Colegio Laura Vicuña en Caracas.

### Previo a Nankín
En 2013, formó parte de la selección de natación del estado Miranda en la XIX edición los Juegos Deportivos Nacionales Juveniles celebrados en Venezuela, donde logró obtener seis medallas de oro y dos plata. Además rompió el récord de los 400 metros combinados que había logrado el venezolano Ricardo Giménez en dichos juegos en el año 1987. Luego, logró clasificar para el IV Campeonato Mundial Juvenil de Natación 2013, que se llevó a cabo en Dubái, y consiguió el quinto lugar en la prueba final de los 100 metros pecho en un tiempo de 1 minuto, 01 segundo y 99 centésimas (1:01.99). En julio de 2014, participó en el Open de España, una competencia de natación avalada por la Real Federación Española de Natación, en la que obtuvo el reconocimiento de oro en los 200 metros pecho en un tiempo récord de 2 minutos, 12 segundos y 93 centésimas (2:12.93). En los X Juegos Suramericanos, realizados en la ciudad de Santiago de Chile, Chile en 2014, consiguió la medalla de plata en la prueba de los 100 metros estilo pecho en un tiempo de 1 minuto, 02 segundos y 19 centésimas (1:02.19), Asimismo obtuvo tres medallas de bronce en los 200 pecho, 200 combinado y relevo 4×100 estilo, respectivamente.

### Juegos Olímpicos de la Juventud 2014
En 2013, tras culminar en el quinto lugar en el IV Campeonato Mundial Juvenil de Natación en Dubái, consiguió su pase a los II Juegos Olímpicos de la Juventud, que se llevó a cabo en Nankín. En dicho juego ganó la medalla de bronce en la prueba de los 100 metros pecho con un tiempo de 1 minuto, 01 segundos y 56 centésimas (1:01.56), la medalla de plata en los 200 pecho en 2 minutos, 11 once segundos y 74 centésimas (2:11.74), detrás del japonés Ippei Watanabe, y en los 50 metros pecho, también ganó la medalla de plata al registrar una marca de 27 segundos y 94 centésimas (27.94), detrás del croata Nikola Obrovac.

### Juegos Olímpicos de Río de Janeiro 2016
Batió el record nacional venezolano en 200 metros pecho de 2:10.35 llegando a participar en las semifinales de 200 metros pecho en Río de Janeiro 2016. Y también Carlos Claverie finaliza en el puesto 30 en 100 metros pecho en Río 2016

## Vida personal
Nacido el 19 de septiembre de 1996 en Caracas, como Carlos Eduardo Claverie. Hijo de los célebres tenistas Carlos Claverie y Claudia Borgiani. Tras culminar su bachillerato en el colegio Santiago de León de Caracas en el año 2014, se matriculó en la Universidad de Louisville en Kentucky, Estados Unidos, para estudiar mercadeo. Además ingresó al programa de natación dirigido por el entrenador brasileño Arthur Albiero.